# Vodní mlýn Bešťák
Vodní mlýn Bešťák v Pláničce u Číhaně v okrese Klatovy je vodní mlýn, který stojí na západním okraji obce na řece Úslava. Je chráněn jako nemovitá kulturní památka České republiky.

## Historie
Mlýn byl postaven kolem poloviny 19. století, jeho inventář pochází z období let 1900–1940.

## Popis
Voda pro pohon vodního kola byla odebírána nad severním koncem hráze rybníka. Poté byla vedena otevřeným kanálem a končila přibližně 20 metrů severně od mlýna; celková délka otevřeného kanálu je přibližně 1300 metrů. Na kanál navazuje betonové potrubí, které ústí do vyrovnávací komory nad turbínou. Odpadní kanál pokračuje 150 metrů jižním směrem a ústí do potoka Bradlavy. Původně měl mlýn jedno vodní kolo, které pohánělo jedno obyčejné české složení. Na přelomu 30. a 40. let 20. století bylo toto kolo nahrazeno Francisovou turbínou typu Reiffenstein s výkonem 7,2 HP.